# 城山町 (池田市)
城山町（しろやまちょう）は、大阪府池田市にある地名である。丁番をもたない単独町名である。郵便番号は 563-0052 である。当地域の人口は、2017年12月末時点で 576 人である（池田市市民生活部総合窓口課の資料による）。面積は、2018年3月末時点で 0.062 平方キロメートルである（池田市市長公室広聴文書課の資料による）。

## 地理
池田市の西部に位置する。北は、綾羽二丁目と接しており、東は、建石町と接している。南は、栄本町と接しており、西は、綾羽一丁目と接している。
綾羽二丁目との境を、杉ヶ谷川が西流しており、川にはふれあい橋が架かっている。綾羽一丁目との境を、大阪府道9号箕面池田線が通っている。当地域の中心に池田城址があり、城址の周囲には住宅地域が広がっている。当地域は、池田市立池田小学校および池田市立池田中学校の校区に含まれる。

### 地価
城山町の地価は2020年（令和2年）1月1日の公示地価によれば城山町1-30の地点で23万6,000円/m2となっている。

## 歴史
1857年（安政4年）写しの『池田村絵図』には、池田城址の西側に、甲ヶ谷町、米山之口町、山之口町との表記が見られる。1944年（昭和19年）4月、町名変更が行われ、米山之口町、北山之口町の全域、甲ヶ谷町の大部分および城山、城之口、堀の一部が城山町となる。小字の城山が地名の由来となったとされる。宮の下から射場（現在の綾羽）を経て、北山之口を通り、杉ヶ谷川に沿って接待池（現在の池田市立五月丘小学校）に続く道の竹薮は、おんばのほところ（おんばのふところ）と呼ばれた。
1970年（昭和45年）3月1日、城山町に、綾羽町二丁目、三丁目、建石町、本町の各一部が編入され、新たに城山町が制定された。1975年（昭和50年）、大阪府労政事務所、大阪府池田労働セッツルメントおよび大阪府池田中小企業労働相談所が開設される。1989年（平成元年）、池田労働セッツルメントが大阪府から移管され、城山勤労者センターとして開設される。1997年（平成9年）、ふれあい橋が杉ヶ谷川に完成し、供用が開始される。2000年（平成12年）4月、池田城跡公園が開設される。2009年（平成21年）、城山勤労者センターの供用が廃止される。2012年（平成24年）4月2日、青少年センターと教育研究所の組織が統合されて、池田市教育センターが開設される。2021年（令和3年）3月17日、うどん店、くすのき庵が渋谷から移転し、開店される。

## 施設
- 池田市教育センター[3][24]
- 池田城跡公園[28][29]
- 池田城跡
- 杉ケ谷西公園[28][29]
- 杉ケ谷公園[28][29]
- 城山第1公園[28]
- 城山第2公園[28]
- 城山第3公園[28]

### かつて存在した施設
- プロペラ - カレー店[30][27]